# Pilisjászfalu
Pilisjászfalu je vas na Madžarskem, ki upravno spada pod podregijo Pilisvörösvári Županije Pešta.